# Tidavad
Tidavad är en småort i Mariestads kommun och kyrkby i Tidavads socken belägen omkring 1,5 mil söder om Mariestad och 2,5 mil norr om Skövde. Ån Tidan rinner invid samhället.

## Historia
Tidavads kyrka härrör antagligen från andra halvan av 1100-talet, och byggdes ut under 1700-talet. Ortens namn är belagt 1421 och betyder 'vadstället vid Tidan'.

## Samhället
I Tidavad finns en skola, en förskola och den lokala idrottsföreningen Tidavads IF.